# Фи-мезон
Фи-мезо́н — элементарная частица со скрытой странностью и изотопическим спином 0, представляющая собой мезонный резонанс с чётным орбитальным квантовым числом. Она образует синглет, дополняющий октет векторных мезонов, то есть является аналогом η′-мезона.

## История открытия
Первые свидетельства существования φ-мезона были получены в 1961-1962 годах в Брукхейвенской национальной лаборатории. На основании этих данных Дзюном Сакураи было сделано предположение о природе этого резонанса.
Надёжное подтверждение открытия φ-мезона было сделано в 1962 году на Беватроне в Национальной лаборатории имени Лоуренса в Беркли и на синхротроне AGS в Брукхейвенской национальной лаборатории.
В 1968 году на синхрофазотроне в Объединённом институте ядерных исследований впервые зафиксирован распад φ-мезона на электрон-позитронную пару.
В 1999 году в лаборатории LNF INFN (Италия) был построен электрон-позитронный коллайдер DAΦNE, основным объектом исследования которого был фи-мезон.

## Основные свойства
Сразу стоит отметить, что из-за малого времени жизни параметры фи-мезона не могут быть измерены непосредственно и определяются по свойствам частиц, образующихся при его распаде.
Инвариантная масса самого лёгкого фи-мезона составляет (1,817344 ± 0,000040)⋅10−27 кг или (1,09443 ± 0,00002) а. е. м. Согласно принципу эквивалентности массы и энергии, это соответствует энергии покоя 1019,455 ± 0,020 МэВ. Соответственно, масса фи-мезона в 1995 раз больше массы электрона.
Фи-мезон не имеет электрического заряда. Все квантовые числа, характеризующие адроны: барионный заряд, изотопический спин, странность, очарование, прелесть, истинность и гиперзаряд — также равны нулю. Таким образом, у фи-мезона нет характеристик, которые отличали бы его от своей античастицы. Это позволяет классифицировать этот мезон как истинно нейтральную частицу, то есть частицу, не имеющую античастиц или, иначе говоря, являющуюся античастицей самой себе.
Собственный угловой момент или спин наиболее лёгкого фи-мезона равен 1. Таким образом, он, как и все прочие мезоны, является бозоном и подчиняется статистике Бозе — Эйнштейна.
Пространственная чётность фи-мезона — отрицательная. Чётность в сочетании со спином определяют математическую сущность волновой функции частицы. В данном случае (единичный спин и отрицательная чётность) волновая функция будет преобразовываться подобно вектору (тензору первого ранга). Поэтому наиболее лёгкий фи-мезон (или, другими словами, основное состояние фи-мезона) является векторным бозоном.
Однако, поскольку в широком смысле фи-мезонами принято называть целую группу составных частиц, состоящих из кварков с чётным суммарным орбитальным квантовым числом L, то, в принципе, они могут иметь любой целый нечётный спин, который для составных частиц равен сумме L + S, где S — суммарный спин частиц-компонент, равный 1 = (+1⁄2 + 1⁄2). Но чётность для всех фи-мезонов, в силу формулы {\displaystyle (-1)^{L+S}}, должна быть отрицательной. Например, известен фи-мезон φ3(1850), который имеет спин, равный 3, и отрицательную чётность; таким образом, он является уже не векторным, а тензорным бозоном, поскольку его волновая функция должна иметь трансформационные свойства, соответствующие тензору третьего ранга.

## Характеристики
Далее представлены характеристики самого лёгкого φ-мезона и трёх его наиболее хорошо изученных возбуждённых состояний.
| Частица  | Кварковый состав                                                       | Энергия покоя, МэВ | IG | JPC | Q | S | c | b | Среднее время жизни, с | Основная мода распада |
| -------- | ---------------------------------------------------------------------- | ------------------ | -- | --- | - | - | - | - | ---------------------- | --------------------- |
| φ(1020)  | {\displaystyle s{\bar {s}}}                                            | 1019,455 ± 0,020   | 0− | 1−− | 0 | 0 | 0 | 0 | 1,54⋅10−22             | K+ + K−               |
| φ(1680)  | {\displaystyle s{\bar {s}}}                                            | 1680 ± 20          | 0− | 1−− | 0 | 0 | 0 | 0 | 4,4⋅10−24              | K+ + K*−(892)         |
| φ3(1850) | {\displaystyle s{\bar {s}}}                                            | 1854 ± 7           | 0− | 3−− | 0 | 0 | 0 | 0 | 7,6⋅10−24              | K+ + K−               |
| φ(2170)  | {\displaystyle s{\bar {s}}} или {\displaystyle ss{\bar {s}}{\bar {s}}} | 2162 ± 7           | 0− | 1−− | 0 | 0 | 0 | 0 | 6,6⋅10−24              | e+ + e−               |

## Структура
Фи-мезон представляет собой связанную систему из кварка и антикварка одного аромата (так называемый кварконий). Поскольку результирующие значения всех квантовых чисел у данной частицы равны нулю, то ничто не мешает кварку и антикварку менять свой аромат за счёт слабого взаимодействия. Поэтому фи-мезон можно представить как суперпозицию различных кварк-антикварковых пар:
{\displaystyle \varphi =k_{1}\cdot {\frac {u{\overline {u}}+d{\overline {d}}}{\sqrt {2}}}-k_{2}\cdot s{\overline {s}}}.
Здесь {\displaystyle u{\overline {u}}} и {\displaystyle d{\overline {d}}} объединены в одно слагаемое, так как массы u- и d-кварков примерно равны и они дают одинаковые вклады в волновую функцию фи-мезона. Более тяжёлые кварки сюда не включены, так как их масса значительно больше массы фи-мезона и, соответственно, их вклад является незначительным.
Квадраты коэффициентов суперпозиции равны вероятности существования частицы в данном состоянии и, по правилу нормировки, их сумма равна 1:
{\displaystyle k_{1}^{2}+k_{2}^{2}=1}.
Поэтому удобно выразить эти коэффициенты через синус и косинус одного угла {\displaystyle \alpha }:
{\displaystyle \varphi ={\frac {u{\overline {u}}+d{\overline {d}}}{\sqrt {2}}}\cdot \cos \alpha -s{\overline {s}}\cdot \sin \alpha }.
Угол {\displaystyle \alpha } выражается через так называемый угол смешивания {\displaystyle \theta }:
{\displaystyle \alpha =\theta +54,7^{\circ }}.
Угол смешивания является характеристикой всего нонета векторных мезонов, в который входит фи-мезон и определяется массами входящих в него частиц:
{\displaystyle \operatorname {tg} ^{2}\theta ={\frac {4m_{K^{*}}-m_{\rho }-3m_{\varphi }}{m_{\rho }+3m_{\omega }-4m_{K^{*}}}}={\frac {4\cdot 895,55-775,26-3\cdot 1019,46}{775,26+3\cdot 782,66-4\cdot 895,55}}\approx 0,548}.
Откуда получаем для векторных мезонов значение {\displaystyle \theta \approx 36,5^{\circ }} и {\displaystyle \alpha \approx 91,2^{\circ }}.
Таким образом, состав фи-мезона можно записать следующим образом:
{\displaystyle \varphi =-0,0209\cdot {\frac {u{\overline {u}}+d{\overline {d}}}{\sqrt {2}}}-0,9998\cdot {}s{\overline {s}}}.
Возведя коэффициенты в квадрат, получим, что суммарная вероятность существования фи-мезона в форме u-кварк-антикварковой или d-кварк-антикварковой пары составляет 4,4⋅10-4, то есть они дают вклад лишь в 0,044 % в волновую функцию данного резонанса. Остальные 99,956 % дают s-кварки. Таким образом, фи-мезон можно считать состоящим из s-кварка и s-антикварка.

## Моды распада
Фи-мезон является резонансом, то есть частицей существующей столь короткий промежуток времени, что факт его существования можно установить лишь по скачку на диаграмме сечения рождения вторичных частиц. Время жизни резонанса определяется по ширине этого пика: чем уже резонанс, тем дольше он существует. Для самого лёгкого фи-мезона эта ширина составляет 4,249 ± 0,013 МэВ, откуда можно получить, что среднее время его жизни равно 1,54⋅10−22 с. Все остальные известные фи-мезоны имеют ещё меньшее время жизни — порядка ⋅10−23-⋅10−24 с.
Как и все резонансы, фи-мезон распадается в основном за счёт сильного взаимодействия.
Основными для фи-мезона являются распады на два ка-мезона:
{\displaystyle \varphi \to K^{+}+K^{-}} (вероятность 49,1 %),
{\displaystyle \varphi \to K_{L}^{0}+K_{S}^{0}} (вероятность 33,9 %).
Другой возможный канал распада — это распад на три пи-мезона:
{\displaystyle \varphi \to \pi ^{+}+\pi ^{-}+\pi ^{0}},
который может происходить либо непосредственно, либо с образованием промежуточного резонанса — ро-мезона:
{\displaystyle \varphi \to \rho ^{\pm }+\pi ^{\mp }\to \pi ^{\pm }+\pi ^{0}+\pi ^{\mp }},
{\displaystyle \varphi \to \rho ^{0}+\pi ^{0}\to \pi ^{+}+\pi ^{-}+\pi ^{0}}.
Общий коэффициент ветвления в этом случае составляет лишь 15,4 %, хотя этот вид распада является энергетически более выгодным, так как суммарная масса трёх пионов составляет 414,12 МэВ/c², в то время, как масса пары каонов составляет 985,33 МэВ/c² (заряженные) или 995,23 МэВ/c² (нейтральные). Подавление этого канала объясняется правилом Окубо — Цвейга — Иизуки.
Также фи-мезон может распадаться за счёт электромагнитного взаимодействия:
{\displaystyle \varphi \to \eta +\gamma } (вероятность 1,3 %),
{\displaystyle \varphi \to \pi ^{0}+\gamma } (вероятность 0,0032 %).
Кроме того, возможен распад фи-мезона на лептонную пару (электрон-позитрон или мюон-антимюон), но такой вид распада чрезвычайно редок:
{\displaystyle \varphi \to e^{-}+e^{+}} (вероятность 2,98⋅10-4 %),
{\displaystyle \varphi \to \mu ^{-}+\mu ^{+}} (вероятность 2,85⋅10-4 %).

## Возбуждённые состояния
Помимо φ(1020) — наиболее лёгкого и стабильного φ-мезона, известны и другие резонансы, относящиеся к этому типу. На сегодняшний день только три из них могут считаться надёжно установленными: φ(1680), φ3(1850) и φ(2170). Теоретические расчёты предсказывают существование и других возбуждённых состояний: φ(1850), φ(2050), φ2(1850).

### φ(1680)
Первое возбуждённое состояние φ(1680) было подтверждено в 1971 году.
Эта частица имеет массу 1680 ± 20 МэВ (3,0⋅10−27 кг). Ширина резонанса составляет 150 ± 50 МэВ, что соответствует среднему времени жизни 4,4⋅10−24 с.
Согласно кварковой модели, этот резонанс представляет собой систему кварк-антикварк с термом 23S1

### φ3(1850)
Второе возбуждённое состояние φ3(1850) было открыто в ЦЕРНе в 1981 году.
У этого мезона масса равна 1854 ± 7 МэВ (3,3⋅10-27 кг). Ширина резонанса составляет 87+28
−23 МэВ, что соответствует среднему времени жизни 7,6⋅10−24 с.
Согласно кварковой модели, этот резонанс представляет собой систему кварк-антикварк с термом 13D3

### φ(2170)
В 2006 году коллаборацией BaBar было обнаружено третье возбуждённое состояние φ(2170), ранее обозначавшееся Y(2175).
Согласно кварковой модели, этот резонанс представляет собой систему кварк-антикварк с термом 33S1, или 23D1, или 13D1. Однако есть предположение, что он является тетракварком.